# Barcos del Great Western Railway
Los barcos del Great Western Railway operaron en conexión con los trenes de la compañía para brindar servicios a Irlanda, a las islas del Canal y a Francia. La creación de la naviera se aprobó mediante una Ley del Parlamento que autorizó al Great Western Railway (GWR) a operar barcos en 1871. Al año siguiente, la compañía se hizo cargo de los barcos operados por Ford y Jackson en la ruta entre Gales e Irlanda. Los servicios conectaban Weymouth, las Islas del Canal y Francia en las antiguas rutas de la Weymouth & Channel Islands Steam Packet Company. Los barcos del GWR más pequeños también se utilizaron como buques de abastecimiento en Plymouth y en las rutas de ferry en el río Severn y en el río Dart. El ferrocarril también operaba remolcadores y otras embarcaciones en sus muelles en Gales y el Sudoeste de Inglaterra.

## Historia

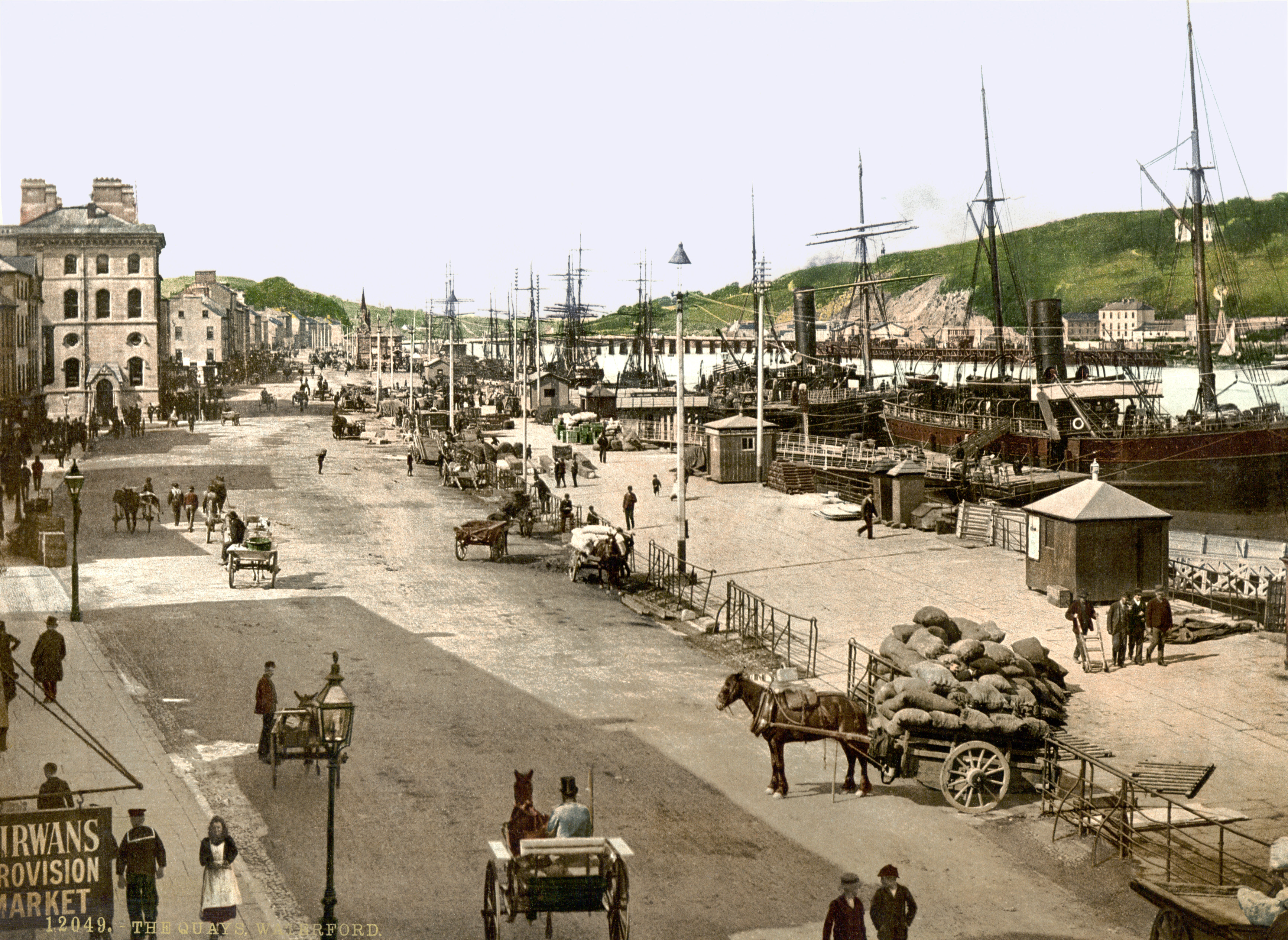
Buques en Waterford, hacia 1900

Isambard Kingdom Brunel, el ingeniero jefe del GWR, imaginó un ferrocarril que uniera Londres con los Estados Unidos de América. Fue responsable del diseño de tres grandes barcos, el SS Great Western (1837), el SS Great Britain (1843; ahora conservado en Bristol) y el SS Great Eastern (1858). Los planes para poner en servicio las rutas transatlánticas desde Bristol no se materializaron, pero los barcos encontraron otros usos. Aunque nunca fueron propiedad de la Great Western Railway Company, varios accionistas y directivos del ferrocarril también tenían intereses en los barcos.
Los primeros buques de la empresa fueron dos remolcadores que trabajaban en el río Dee que fueron adquiridos con el Ferrocarril de Shrewsbury y Chester en 1854. Dos años más tarde, se estableció un servicio entre Neyland en Gales y Waterford en Irlanda en conexión con el ferrocarril, operado por Ford y Jackson hasta el 1 de febrero de 1872, cuando fueron transferidos a la compañía ferroviaria bajo los poderes obtenidos por la "Great Western Railway (Barcos de Vapor)" mediante una Ley del Parlamento emitida el 13 de julio de 1871. La Ley también permitía operar con las islas del Canal y Francia. Estos servicios finalmente se dispusieron desde Weymouth, aunque los servicios con Francia solo funcionaron de forma regular entre 1878 y 1885. Posteriormente, solo se proporcionaron servicios de carga, a menudo de forma estacional. Los servicios de las islas del Canal fueron operados para el GWR por la "Weymouth and Channel Island Steam Packet Company" hasta agosto de 1889, cuando el ferrocarril asumió la operación de la ruta.
Mientras tanto, la Nueva Travesía del Ferri del río Severn se había convertido en un servicio del GWR cuando se absorbió el Ferrocarril de Unión de Bristol y el Sur de Gales en 1868. Otra operación asumida por el GWR en 1876 fue la explotación de los Muelles de Plymouth en Millbay. El Ferrocarril del Sur de Devon poseía la mayoría de las acciones en los muelles y se fusionó con el GWR a principios de 1876. Los muelles utilizaron una flota de embarcaciones auxiliares para desembarcar pasajeros y correos de los transatlánticos amarrados en alta mar, y las gabarras propiedad de la compañía también realizaban operaciones de cabotaje hacia los pueblos costeros de Devon y Cornualles. Más adelante, se operaron algunos servicios de carga desde Plymouth hasta Nantes en Francia. También en Devon, en 1901, el GWR se hizo cargo del Ferri de Pasajeros de Dartmouth que unía la Estación de Kingswear con Dartmouth. El GWR también adquirió una gran participación en el Ferrocarril del Oeste de Cornualles, que a su vez poseía una parte de la Compañía de Barcos de Vapor del Oeste de Cornualles. Los barcos del GWR se utilizaron ocasionalmente en su ruta desde Penzance.

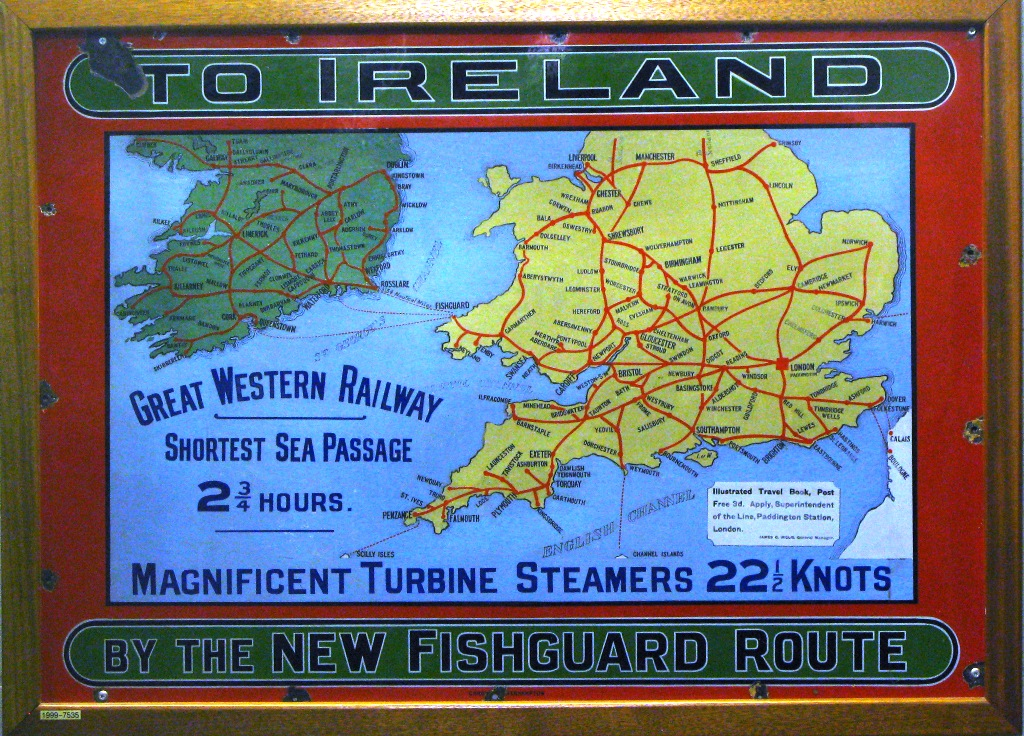
Anuncio de las nuevas rutas a través de

El 30 de agosto de 1906, la terminal galesa del GWR se trasladó a un nuevo puerto en Fishguard. Se esperaba que los transatlánticos también hicieran allí conexiones "en ruta" en sus viajes hacia Liverpool, pero pocos lo hicieron así. El puerto de Liverpool fue sustituido progresivamente por el de Southampton en unos pocos años, lo que supuso un aumento de relaciones en ruta con Plymouth. Un cambio similar hizo que Rosslare se convirtiera en el principal puerto ferroviario al otro lado de mar de Irlanda, aunque todavía se mantuvieron algunos servicios hacia Waterford. Este servicio se llevó a cabo mediante una empresa conjunta con formada con el Gran Ferrocarril del Sur y del Oeste de Irlanda, conocida como Ferrocarriles y Puertos de Fishguard y Rosslare.
Aunque tenía la reputación de ser conocido sarcásticamente como el "Great Way Round" (la ruta del gran rodeo entre Londres y Bristol, debido a que se desviaba hasta Oxford para conectar ambos lugares), el GWR abrió varias líneas nuevas para acortar sus recorridos principales tradicionales hacia los puertos. El túnel del Severn se abrió en 1886 para evitar un largo desvío a través de Gloucester, aunque esto supuso el final del servicio de ferry de la empresa a través del río Severn. Otras mejoras a la ruta entre Paddington en Londres y Neyland se produjeron en 1903, cuando el Ferrocarril Directo entre el Sur de Gales y Bristol modificó su trazado para evitar la congestión alrededor de Bristol Temple Meads, y nuevamente en 1913 cuando las Líneas del Distrito de Swansea permitieron que los trenes evitaran Swansea. Mientras tanto, los trenes a Weymouth habían reducido sus tiempos de recorrido tras la apertura del Ferrocarril de Stert y Westbury en 1900, y los trenes especiales que transportaban pasajeros y correo de los transatlánticos en Plymouth lo utilizaron junto con el Ferrocarril de Langport y Castle Cary que se inauguró en 1906.
El Ley de Ferrocarriles de 1921 supuso la incorporación al GWR de una serie de compañías ferroviarias adicionales, varias de las cuales disponían de embarcaciones pequeñas para operar los muelles de su propiedad. Las empresas absorbidas fueron el Ferrocarril de Barry, el Ferrocarril de Cardiff, el Ferrocarril de Taff Vale, el Ferrocarril y Muelles Alexandra (Newport y Sur de Gales), el Ferrocarril y Muelles de Port Talbot y el Consorcio del Puerto de Swansea. El GWR fue nacionalizado el 1 de enero de 1948 para convertirse en parte de British Rail, pero los servicios de navegación se mantuvieron regularmente durante varios años.

## Naves marítimas
| Ship                      | Construido | Vendido/ Desguazado | Tonelaje                       | Notas |
| ------------------------- | ---------- | ------------------- | ------------------------------ | --- |
| TSS Antelope              | 1889       | 1913                | 596                            | Uno de los tres barcos construidos por Lairds de Birkenhead en 1889 para los servicios de las islas del Canal recién adquiridos por el GWR. Fue vendido a un propietario de Grecia en 1913, quien lo rebautizó como Antromitos. |
| TSS Atalanta              | 1907       | 1923                | 577                            | Construido en 1907 para el Ferrocarril de Londres y del Suroeste (LSWR), fue vendido al GWR en 1910 cuando el LSWR dejó de brindar servicios de navegación en Plymouth. Fue utilizado por el GWR tanto en Fishguard como en Plymouth. De 1915 a 1919 fue contratado por el Almirantazgo y operó como remolcador de rescate alrededor de las islas Sorlingas, con el nombre de Atalanta III. Regresó a Plymouth después de la guerra, pero quedó fuera de servicio hasta que se vendió a la Royal Mail Steam Packet Company en 1923. |
| SS Bretonne               | 1893       | 1911                | 1.635                          | Anteriormente Chelmsford, había sido propiedad del Great Eastern Railway. Fue comprado en julio de 1910 para reemplazar el SS Melmore en los servicios de carga franceses, pero los servicios desde Weymouth se cancelaron a finales de septiembre de 1910, lo que supuso que se vendiera el Bretonne. |
| PS Cheshire               | 1863       | 1912                | 387                            | Este vapor de ruedas, un antiguo transbordador de Mersey, se agregó en 1905 a la flota de buques de abasto en Plymouth. |
| SS Fishguard              | 1908       | 1933                | 2.495                          | Véase San Andrés (1908). |
| PS Gael                   | 1867       | 1912                | 403                            | Este barco de vapor de paletas se botó en 1867 y pasó la mayor parte de sus años en Escocia. Fue comprado en 1884 y operado por el GWR, principalmente en sus rutas de Weymouth, pero también durante un tiempo en Milford Haven y por un corto tiempo en Penzance. |
| TSS Gazelle               | 1889       | 1925                | 596                            | Uno de los tres barcos construidos por Lairds de Birkenhead en 1889 para los servicios de las islas del Canal recién adquiridos por el GWR. En 1907 se eliminó la mayor parte del alojamiento de pasajeros y más adelante operó en servicios de carga. Sirvió como dragaminas en el mar Mediterráneo durante la Primera Guerra Mundial y finalmente se desguazó después de 36 años de servicio en 1925. |
| TSS Great Southern        | 1902       | 1934                | 1.339                          | Este barco, gemelo del Great Western, estaba destinado a la ruta del Mar de Irlanda, pero también operaba desde Weymouth. |
| PS Great Western          | 1867       | 1891                | 466                            | Un barco de vapor de paletas construido para Ford y Jackson en 1867 por William Simons & Co., de Renfrew. No debe confundirse con el Great Western de 1837 proyectado por Isambard Kingdom Brunel: era una nave gemela del South of Ireland. Fue adquirido en 1872 y trabajó principalmente en Weymouth desde 1878 hasta 1885. Seis años más tarde, fue vendido a la David MacBrayne Ltd y navegó en rutas frente a la costa oeste de Escocia como Lovedale. |
| TSS Great Western         | 1902       | 1933                | 1.339                          | El nombre Great Western revivió después de un lapso de 11 años para un barco de vapor de doble hélice para cubrir el servicio de ferry del mar de Irlanda, aunque también operó en Weymouth durante algún tiempo. En 1933 pasó a llamarse GWR No. 20, pero se vendió como chatarra en septiembre de ese año. |
| TSS Great Western         | 1933       | 1966                | 1.726                          | Un nuevo Great Western para sustituir al anterior fue construido por Cammell Laird como un transporte de carga con alojamiento limitado para pasajeros. Estuvo en servicio como barco de tropas desde abril hasta agosto de 1944 y finalmente quedó fuera de servicio en 1966. |
| PS Helper                 | 1873       | 1910                | 173                            | Véase Sir Francis Drake (1876). |
| TSS Ibex                  | 1891       | 1925                | 1.160                          | Una versión ampliada de los tres barcos botados en 1889, el Ibex se unió a ellos en Weymouth. Encalló en las rocas de Noirmontaise frente a Jersey el 16 de abril de 1897, quedando varado en Portlet Bay. Menos de tres años después, el 5 de enero de 1900, chocó contra un arrecife en Saint Peter Port, Guernsey y se hundió. Un pasajero y un tripulante murieron. Fue recuperado el 21 de julio de 1900 y volvió al servicio el siguiente abril después de las reparaciones. En 1916 se montó un cañón de 12 libras en su popa; y el 18 de abril de 1918 disparó y hundió un U-Boot por el que la tripulación recibió una recompensa de 500 libras esterlinas. Fue desguazado en Sharpness en 1925. |
| PS Limerick               | 1873       | 1874                | 961                            | Uno de un pedido de tres barcos de vapor construidos por William Simons & Co. de Renfrew en 1873, se perdió muy pronto y fue reemplazado por un barco similar que recibió el mismo nombre. Algunas fuentes sugieren que este es el mismo barco que el PS Limerick de 1874 (véase más abajo). |
| PS Limerick               | 1874       | 1902                | 961                            | Un reemplazo para el barco de 1873 del mismo nombre. No se desguazó hasta 1902. |
| TSS Lynx                  | 1889       | 1925                | 596                            | Uno de los tres barcos construidos por Lairds de Birkenhead en 1889 para los servicios de las islas del Canal recién adquiridos por el GWR. La mayor parte del alojamiento para pasajeros se eliminó en 1910, después de lo cual operó como buque de carga. Sirvió como dragaminas con el nombre de HMS Lynn en el Mediterráneo durante la Primera Guerra Mundial y finalmente se desguazó después de 36 años de servicio. |
| PS Malakhoff              | 1851       | 1884                | 699                            | Este barco de vapor de paletas se botó originalmente en 1851 para la Amberes Steam Navigation Company como el Baron Osy. Más adelante sirvió al gobierno británico durante la Guerra de Crimea, cuando pasó a llamarse Malakhoff. Se convirtió en parte de la flota de Ford y Jackson en 1856. Fue vendido en 1872 y desguazado en 1884. |
| SS Melmore                | 1905       | 1912                | 412                            | Un buque de carga escocés de una sola hélice con 13 años de antigüedad adquirido para prestar servicios entre Weymouth y las islas del Canal, y también desde Plymouth a Nantes. Su siguiente propietario pretendió utilizarlo para la búsqueda de tesoros en las islas Cocos, y más adelante se registró en Vancouver. |
| PS Milford                | 1873       | 1901                | 961                            | Uno de los tres barcos de vapor encargados a William Simons & Co. de Renfrew en 1873. Sufrió graves daños en una tormenta y se dio de baja en 1901. |
| SS Pembroke               | 1880       | 1925                | 927 976 (una vez rehabilitado) | Este fue el primero de una serie de barcos construidos para el GWR por Laird en Birkenhead. Operó como barco de vapor desde 1880 hasta 1895. Al año siguiente se reincorporó al servicio equipado con hélices gemelas y calderas nuevas, pasando todo este tiempo en el mar de Irlanda. En 1916, el "Pembroke" fue trasladado para trabajar desde Weymouth como barco de carga, pero el 24 de septiembre fue atacado por un submarino, por lo que en enero siguiente se le instaló un cañón para su defensa. Fue vendido como chatarra en 1925. |
| PS Pen Cw                 | 1912       | 1927                | 168                            | Un remolcador de paletas para operaciones de maniobra en Fishguard cuando el GWR esperaba convertirse en punto de parada de los transatlánticos. Fue vendido a un propietario de Sunderland que lo rebautizó como Ingleby Cross, pero se le cambió el nombre por segunda vez a Elle cuando se vendió a Escocia. |
| TSS Reindeer              | 1897       | 1928                | 1.281                          | Una de las dos embarcaciones construidas por la Naval Construction and Armaments Company en Barrow-in-Furness para la flota de Weymouth en 1897. Operó como dragaminas en el Mediterráneo durante la Primera Guerra Mundial y más adelante regresó a Weymouth. Fue desguazado en Briton Ferry. |
| TSS Roebuck               | 1897       | 1915                | 1.281                          | El segundo de los barcos agregados a la flota de Weymouth en 1897 tuvo una historia desafortunada. El 26 de enero de 1905 se incendió mientras estaba amarrado en Milford. El peso del agua utilizado para apagar el fuego hizo que se hundiera, pero nueve días después fue reflotado y volvió al servicio en junio. Encalló después de abandonar Saint Helier el 19 de julio de 1911, se reflotó el 28 de julio y volvió al servicio cuatro meses después. En 1914 se adaptó como dragaminas y pasó a llamarse HMS Roebuck. El 13 de enero de 1915 arrancó su ancla en Scapa Flow y se hundió más adelante tras una colisión con el HMS Imperieuse, el primer barco ferroviario al servicio de la armada que se perdió durante la guerra. |
| TSS Roebuck               | 1925       | 1965                | 776                            | El antiguo nombre fue revivido en 1925 para un nuevo buque de carga con base en Weymouth, construido por Swan, Hunter and Wigham Richardson en Tyneside; la siguió el Sambur, otro buque idéntico. En 1940, rescató a más de 600 soldados británicos en Dunkerque, después de lo cual fue utilizado para trabajos de guerra en el Támesis y en el norte de Francia, por lo que pasó a llamarse temporalmente Roebuck II. Regresó al servicio ferroviario después de la guerra y reanudó su actividad en Weymouth hasta el 27 de febrero de 1965. El noviembre anterior se había caracterizado como el buque noruego SS Galtesund para la película Los héroes de Telemark. |
| SS Rosslare               | 1906       | 1933                | 2.529                          | Véase St. David (1906). |
| TrSS St Andrew            | 1908       | 1933                | 2.495                          | El cuarto barco para operar en el servicio desde Fishguard, fue suministrado por John Brown and Company en Escocia y era similar a los barcos que habían construido para el mismo servicio en 1906. Fue utilizado como barco hospital durante la Primera Guerra Mundial. En 1932 pasó a llamarse Fishguard y se vendió como chatarra al año siguiente. |
| TSS St Andrew             | 1932       | 1967                | 2.702                          | Uno de los dos buques nuevos construidos por Cammell Laird para los servicios de Fishguard, una versión mejorada del entonces reciente St Patrick. Prestó servicio como barco hospital durante la Segunda Guerra Mundial, pero en 1946 volvió al servicio en Fishguard y continuó en el servicio ferroviario hasta 1967, cuando fue desguazado. |
| TrSS St David             | 1906       | 1933                | 2.529                          | Uno de los tres barcos que iniciaron el nuevo servicio entre Fishguard y Rosslare en 1906, el St David fue construido por John Brown. Fue utilizado como barco hospital durante la Primera Guerra Mundial. En 1932 pasó a llamarse Rosslare y se vendió como chatarra al año siguiente. |
| TSS St David              | 1932       | 1944                | 2.702                          | Uno de los dos buques nuevos construidos por Cammell Laird para los servicios de Fishguard, una versión mejorada del entonces reciente St Patrick. Prestó servicio como barco hospital durante la Segunda Guerra Mundial y participó en la evacuación de Dunkerque; pero se hundió en una operación dirigida hacia Italia en enero de 1944. |
| TSS St David              | 1947       | 1971                | 3.352                          | Cammell Laird botó un St David para sustituir al anterior en febrero de 1947, y entró en servicio en Fishguard en julio. Vendido a un propietario griego en 1971, salió de aguas británicas con el nuevo nombre de Holyhead. |
| TrSS St George            | 1906       | 1913                | 2.456                          | Uno de los tres barcos que iniciaron el nuevo servicio entre Fishguard y Rosslare en 1906, el St George fue construido por Cammell Laird and Company en Birkenhead. Fue vendido en mayo de 1913 al Canadian Pacific Railway, pero seis años más tarde fue vendido nuevamente al Great Eastern Railway para su uso en sus servicios desde Harwich. |
| TSS St Helier             | 1925       | 1960                | 1.885                          | Una de las dos embarcaciones construidas por John Brown para los servicios de Weymouth. Tenía dos chimeneas, pero una era ficticio y se eliminó en 1928. En 1939 fue trasladado a Fishguard para reemplazar al St Andrew, que ya estaba al servicio del gobierno, pero también fue requerido en noviembre para los movimientos de tropas desde Southampton. Participó en la evacuación de las tropas británicas en Dunkerque y Calais en 1940, después de lo cual los miembros de la tripulación recibieron una Cruz de Servicios Distinguidos y dos Medallas de Servicios Distinguidos. Posteriormente realizó el servicio gubernamental entre Gourock y la isla de Man. Más adelante se trasladó a Dartmouth como buque de apoyo de las lanchas torpederas, antes de convertirse en una nave de asalto para el desembarco de Normandia. Por último, regresó a Weymouth para continuar con el servicio ferroviario hasta finales de 1960. |
| TSS St Julien             | 1925       | 1961                | 1885                           | Uno de los dos buques construidos por John Brown para los servicios de Weymouth. Tenía dos chimeneas, pero uno era ficticia y se eliminó en 1928. Cuando estalló la guerra en 1939, se utilizó para transportar tropas, pero rápidamente se convirtió en un barco hospital. Participó en la evacuación de las tropas británicas en Dunkerque y Cherburgo en 1940. Pasó el resto de la guerra como barco hospital, incluido un período que operó en el Mediterráneo y cuando apoyó el Desembarco de Normandía. Posteriormente, regresó a Weymouth para continuar con el servicio ferroviario, que duró hasta 1961. |
| TrSS St Patrick           | 1906       | 1930                | 2.531                          | Uno de los tres barcos que iniciaron el nuevo servicio entre Fishguard y Rosslare en 1906, el St Patrick fue construido por John Brown. Fue utilizado como barco hospital durante la Primera Guerra Mundial. Se incendió mientras estaba amarrado en Fishguard el 7 de abril de 1929 y al año siguiente fue vendido como chatarra después de que sus motores fueran transferidos al St Andrew (1908). |
| SS St Patrick             | 1930       | 1941                | 1.922                          | Reemplazo del St Patrick naufragado en 1906, también resultó hundido con 30 víctimas mortales el viernes 13 de junio de 1941 debido a un ataque aéreo cerca de Fishguard. Aunque registrado por la "Fishguard y Rosslare Company", también estuvo en servicio desde Weymouth, donde después de su hundimiento uno de sus botes salvavidas se utilizó como lancha del puerto durante algunos años. |
| TSS St Patrick            | 1947       | 1972                | 3.482                          | Cammell Laird lanzó otro St Patrick en mayo de 1947 con el fin de sustituir al anterior para el servicio en Fishguard, pero operó en Weymouth desde 1948 hasta 1963 antes de ser transferido a trabajar en Dover y Folkestone. Fue vendido en 1972 a Grecia y rebautizado como Thermopylae. |
| TSS Sambur                | 1925       | 1964                | 776                            | Uno de los dos buques de carga construidos por Swan, Hunter & Wigham Richardson para los servicios de Weymouth. Durante la Segunda Guerra Mundial llevó el nombre de Toreador y trabajó en el río Támesis y en el canal de la Mancha. Regresó a los servicios de las islas del Canal del GWR en septiembre de 1945 y operó hasta 1964. |
| PS Sir Francis Drake      | 1873       | 1910                | 173                            | Un barco de vapor construido para la compañía "Plymouth Great Western Docks" en 1873 por William Allsup en Preston. En 1908 pasó a llamarse Helper cuando llegó a la estación un nuevo Sir Francis Drake. Fue vendido a Cosens & Co Ltd de Weymouth en 1910. |
| TSS Sir Francis Drake     | 1908       | 1954                | 478                            | Uno de los dos nuevos buques de doble hélice con una chimenea inusualmente alta, construido para Plymouth por Cammell Laird. Operó durante 46 años tanto allí como en Fishguard. Fue contratado por el Almirantazgo como remolcador de 1914 a 1919. En agosto de 1939, fue nuevamente contratado por el Almirantazgo para su uso en Plymouth y más adelante en Scapa Flow, regresando al GWR en Plymouth en 1946. Fue desguazado en Sutton Harbour, Plymouth, en 1954. |
| TSS Sir John Hawkins      | 1929       | 1962                |                                | Un buque suministrador de carbón construido en Hull para su uso en Plymouth. El 27 de agosto de 1940 resultó dañado durante un ataque aéreo. Después de las reparaciones, la Royal Navy se hizo cargo del barco en enero de 1941 y entró en servicio en Plymouth, Scapa Flow y Pentland Firth. Fue devuelto al GWR en Plymouth el 22 de noviembre de 1945 y permaneció estacionado allí hasta 1962, cuando fue vendido como chatarra. |
| TSS Sir Richard Grenville | 1891       | 1976                |                                | Otro barco de suministro de carbón para Plymouth, similar al Smeaton pero esta vez construido por Lairds de Birkenhead. Se anunció su venta en 1921, pero finalmente volvió al servicio hasta que se vendió en 1931. Se le cambió el nombre a Penlee y más adelante pasó a la Junta del Puerto de Dover, donde se le cambió el nombre por segunda vez a Lady Savile. Fue comprado por el Essex Yacht Club en 1947 como su Clubship y se mudó a Leigh-on-Sea en Essex. Fue reemplazado en 1976 por el cúter Trinity House Pilot Bembridge y se desguazó en Queenborough, Sheppey. |
| TSS Sir Richard Grenville | 1931       | 1963                |                                | Se construyó un barco de suministro de carbón de reemplazo con el mismo estilo que el Sir John Hawkins, aunque funcionaba con petróleo y tenía una chimenea más corta. Durante la Segunda Guerra Mundial fue utilizado por el Almirantazgo en Plymouth, Scapa Flow y Pentland Firth. Después de regresar al servicio ferroviario a principios de 1946, reanudó su actividad en Plymouth hasta el 31 de octubre de 1963, siendo el último barco de suministro de carbón empleado en este puerto. Finalmente encontró un nuevo propietario y pasó a llamarse "La Duchesse de Bretagne" para los servicios en las Islas del Canal. |
| PS Sir Walter Raleigh     | 1876       | 1896                | 151                            | Este era un pequeño barco de vapor construido por William Allsup de Preston para su uso para el suministro de carbón en los muelles de Plymouth del Great Western. Fue vendido como remolcador a un propietario de South Shields. |
| TSS Sir Walter Raleigh    | 1908       | 1968                | 478                            | Uno de los dos nuevos barcos de suministro de doble hélice con una chimenea inusualmente alta, construido por Cammell Laird para usarse tanto en Plymouth como en Fishguard. Fue contratado por el Almirantazgo como remolcador de 1914 a 1919. En agosto de 1939, el Almirantazgo lo contrató nuevamente, pero para operar desde Plymouth. Resultó dañado durante un ataque aéreo el 15 de diciembre de 1940, cuando 8 tripulantes resultaron heridos. En 1942 se realizaron modificaciones en su superestructura para su uso como buque de transporte de minerales. Regresó al GWR a finales de 1945, pero al año siguiente se vendió y encontró uso con varios operadores de salvamento hasta que se desguazó en 1968. |
| SS Smeaton                | 1883       | 1947                | 369                            | Un buque de suministro construido por William Allsup de Preston para operar en Plymouth. Este fue el primer buque de este tipo en tener propulsión de hélice. Pasó un tiempo trabajando en Fishguard en 1909-10. En 1914 fue contratado por el Almirantazgo como remolcador y en 1917 trabajaba para las fuerzas estadounidenses en Brest, en Francia. Fue inmovilizado cuando se devolvió al GWR, anunciándose su venta en 1921. Pero finalmente volvió a estar en servicio durante unos años más, hasta que se vendió a un propietario de Belfast en 1929, quien empleó el buque hasta que se desguazó en 1947. |
| PS South of Ireland       | 1867       | 1883                | 474                            | W. Simons de Renfrew construyó este barco de vapor de paletas de una sola chimenea y 200 toneladas de peso para Ford y Jackson en 1867 junto con el Great Western, pero desde 1878 navegó principalmente en las rutas de Weymouth. Naufragó en Warbarrow Rocks cerca de Lulworth en un brumoso 25 de diciembre de 1883. |
| PS Thames                 | 1868       | 1882                | 125                            | Este barco de vapor de paletas se construyó originalmente para complementar los servicios del Ferrocarril de Londres y del Noroeste a través del río Mersey en 1868. Fue vendido al Ferrocarril de Londres, Tilbury y del Southend después de cuatro años con el GWR, tiempo durante el cual operó como parte de la flota auxiliar de Plymouth. |
| PS Vulture                | 1864       | 1886                | 793                            | Este barco de vapor de paletas fue construido por J. Aitken en Glasgow en 1864. Se convirtió en parte de la flota de Ford y Jackson 6 años después y se disolvió en 1886. |
| PS Waterford              | 1874       | 1905                | 963                            | El último de los barcos de vapor pedido a William Simons & Co. de Renfrew en 1873. Estuvo en servicio en junio de 1874. Fue desmantelado en 1905 aunque solo se dedicó al tráfico de mercancías en sus últimos años. |
| TSS Waterford             | 1912       | 1924                | 1.204                          | Un nuevo barco para el servicio entre Fishguard y Waterford, también navegó ocasionalmente desde Weymouth. Fue el único buque propiedad del GWR con motores de expansión cuádruple. Fue vendido para prestar más servicios en las Filipinas, siendo rebautizado como Panay. |

## Transbordadores fluviales
- Chepstow (1874–1890) 188 toneladas
Se entregó un nuevo barco de vapor al New Passage Ferry en 1874. La nueva línea ferroviaria del túnel del Severn lo dejó sin trabajo a finales de 1886. Se vendió a un propietario de Cardiff, que lo convirtió a propulsión a hélice y lo renombró Rover.[14]
- Christopher Thomas (1868–1890) 168 toneladas
Nombrado en honor del presidente de la compañía, este barco de vapor de paletas fue construido para el Ferrocarril Unión de Bristol y del Sur de Gales por Henderson, Coulborn and Company en Renfrew en 1854. Fue transferido al GWR cuando el B&SWUR se fusionó diez años después, siendo redundante después de 1886.[15]
- Dolphin (1901–1908) 61 toneladas
Este barco de vapor de paletas había sido construido en 1869 por Harveys of Hayle para el servicio entre Kingswear y Dartmouth, y fue transferido al GWR cuando el ferrocarril lo dejó sin servicio. El 7 de marzo de 1902 transportó al rey Eduardo VII a Dartmouth para colocar la primera piedra del Real Colegio Naval Britannia, para lo que se le equipó con alfombras, cortinas, una mesa y sillas tapizadas.[16]
- Transbordador No. 2 (1922-1947) 8 toneladas
Un pequeño ferry utilizado en Bute Docks en Cardiff, adquirido con el Ferrocarril de Cardiff.[17]
- Ilton Castle (1927 - ca.1930) 53 toneladas
Construido originalmente en 1906, este barco de vapor llegó al GWR desde March y Southwood de Salcombe, y se utilizó para operaciones con base en Salcombe.[18]
- Kenwith Castle (1927–1932) 53 toneladas
Construido en 1914 para el transbordador de Kingsbridge, este barco de vapor llegó al GWR desde March y Southwood de Salcombe y se utilizó para operaciones con base en Salcombe. Se vendió a la Tamar Transport Company, que a su vez lo vendió en 1935 a la Millbrook Steamboat and Trading Company en Plymouth, que lo empleó en el ferry de Millbrook como el Whitsand Castle.[19]
- The Mew (1908-1947) 117 toneladas
Un barco de reemplazo para el transbordador de Dartmouth, fue construido en Falmouth, se convirtió en un espectáculo familiar que se mantuvo en servicio durante 47 años, hasta que fue retirado por los Ferrocarriles Británicos el 8 de octubre de 1954.[16]

## Remolcadores y barcos de trabajo

### A a M
- Archibald Hood (1922-1947) 164 toneladas
Un remolcador del Ferrocarril de Barry, construido en 1898 en Falmouth, sirvió en los Ferrocarriles Británicos hasta 1950.[17]
- Armine (1899-1936) 7 toneladas
Una pequeña lancha construida por Cowes que contaba con 13 años de antigüedad cuando se agregó a la flota de Weymouth en 1899. Se usaba principalmente para mover barcazas de carbón por el puerto, pero estaba habilitado para transportar 12 pasajeros. El último barco de carbón en Weymouth, el Great Western (1902) partió en 1932 y el Armine se vendió en septiembre de 1936 para convertirlo en un barco con motor de explosión.[3]
- Baron Glanely (1946-1947)
Véase Lord Glanely.
- Basingstoke (1920 - ?) 402 toneladas
Una draga de agarre doble comprada al Ferrocarril de Londres y del Suroeste.[9]
- Beaufort (1923 -?) 119 toneladas
Un antiguo buque de los fideicomisarios del puerto de Swansea.[20]
- Bruce (1922 - ?) 141 toneladas
Una draga en Alexandra Docks, Newport.[21]
- Cardiff (1940-47) 181 toneladas.
Botado como Foremost 97. British Railways lo vendió en 1963, siendo desguazado en 1964.[22]
- Clevedon (1876–1886) 167 toneladas
Un barco de vapor de paletas utilizado alrededor de Bristol por el Ferrocarril de Brístol y Exeter desde 1875.[14]
- Cymro (1854 - ca.1881) 70 toneladas
Un remolcador de paletas de madera adquirido con el Ferrocarril de Shrewsbury y Chester. Fue botado en 1826 y puesto fuera de servicio en algún momento después de 1878.[23]
- David Davies (1925–1947) 962 toneladas
Una draga de cangilones para los muelles de Barry.[20]
- Don Federico (1923-1947) 481 toneladas
Una draga de los fideicomisarios del puerto de Swansea.[20]
- The Earl (1922 - ca. 1931) 101 toneladas
Un antiguo remolcador procedente del Ferrocarril de Cardiff.[17]
- The Earl (1931-1947) 148 toneladas
Un remolcador que reemplazó al anterior para Cardiff.[8]
- Emily Charlotte (1922-1933) 122 toneladas
Un remolcador adquirido con los muelles de Port Talbot.[21]
- Foremost 27 (1925-1947) 512 toneladas
Una barcaza de tolva autopropulsada utilizada en los muelles de Cardiff.[17]
- Francis Gilbertson (1928-1947) 275 toneladas
Una draga de cuchara utilizada en los puertos del Canal de Bristol.[18]
- Horace (1922-1947) 141 toneladas
Un remolcador en Alexandra Docks, Newport.[21]
- Lady Tredegar (1922-1947) 105 toneladas
Un remolcador en Alexandra Docks, Newport.[21]
- Lord Glanely (1927-1946) 156 toneladas
Un remolcador para uso en Cardiff, fue renombrado Baron Glanely en la elevación de su señoría en 1946.[18]
- Manxman (1891 - ca.1897) 56 toneladas
Un remolcador para el río Dee en Chester, construido en Middlesbrough por R Craggs and Son.[24]
- Mudeford (1924-1947) 232 toneladas
Una draga de cuchara para los muelles de Cardiff.[17]

### N a Z
- Palmerston (1883 - ?) 109 toneladas
Originalmente construido en 1864, fue comprado a la Junta del Puerto de Dover y normalmente trabajaba en Gales Occidental.[13]
- Porteur No. 5 (1899 -?)
Un pequeño barco para las obras de Fishguard y Rosslare.[25]
- Robert Vassall (1922-1947) 317 toneladas
Una draga de cangilones adquirida con el Ferrocarril de Taff Vale.[21]
- St Baruch (1922-1947) 177 toneladas
Un remolcador construido en Falmouth en 1916 para el Ferrocarril de Barry.[17]
- Sir Ernest Palmer (1924-1947) 753 toneladas
Una barcaza de tolva autopropulsada utilizada en los muelles de Cardiff.[20]
- Sir Henry Mather Jackson (1924-1947) 735 toneladas
Una barcaza de tolva autopropulsada utilizada en los muelles de Cardiff.[20]
- Sir John R. Wright (1921-1938) 95 toneladas
Un remolcador estacionado en Fishguard.[9]
- Swansea (1923-1947) 147 toneladas
Un antiguo remolcador de los fideicomisarios del puerto de Swansea.[20]
- Taf (1946-47)
Una draga de tolva, traspasada a la Comisión de Transporte Británica en 1948. Eliminada de los registros de envío en 1955 pero aún existente en 1969.[26]
- Test (1854 -?)
Un remolcador de paletas de madera adquirido con el Ferrocarril de Shrewsbury y Chester en 1854. Fue retirado del servicio en la década de 1880.[23]
- Thames (1886-1903) 103 toneladas
Este remolcador tenía veinte años cuando pasó a ser propiedad del Great Western.[13]
- Trusty (1923-1947) 148 toneladas
Un antiguo remolcador de los fideicomisarios del puerto de Swansea.[20]
- Viscount Churchill (1924-1947) 735 toneladas
Una barcaza de tolva autopropulsada utilizada en los muelles de Cardiff.[20]
- Voltaic (1896-1900) 580 toneladas
Construido en 1867, este vapor fue el primero propiedad de la Compañía del Ferrocarril y Puertos de Fishguard y Rosslare, que lo utilizó en un servicio entre Bristol y Wexford.[24]
- Weston (1876–1885) 166 toneladas
Un barco de vapor de paletas construido para el Ferrocarril de Brístol y Exeter en 1875, destinado a usarse en los alrededores de Bristol.[14]
- Windsor (1932–1947) 150 toneladas
Un remolcador para su uso en los muelles de Barry.[8]

## Libreas

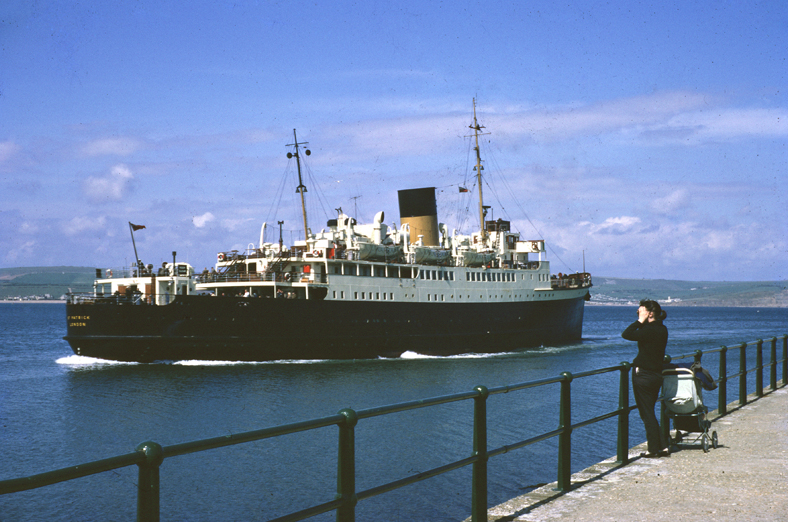
TSS St Patrick (1947)

Los cascos de los buques estaban pintados de negro con rojo por debajo de la línea de flotación. Entre 1889 y 1914 se añadió una banda blanca en el nivel de la cubierta principal. Las cajas de las paletas de propulsión y las dependencias superiores eran de color ante, la chimenea era de color rojo, y el blasón de la compañía se llevaba en la proa. La librea de los buques de Fishguard y Rosslare era similar, pero la parte superior era marrón y posteriormente blanca. La bandera era blanca con estrechas bandas rojas en la parte superior e inferior.